# Andrzej Pałasz
Andrzej Ferdynand Pałasz (født 22. juli 1960 i Zabrze, Polen) er en tidligere polsk fodboldspiller (midtbane).
Pałasz startede sin karriere i hjemlandet hos Górnik Zabrze, hvor han var med til at vinde tre polske mesterskaber i træk (1985-87). Efter ti sæsoner i klubben skiftede han i 1987 til Hannover 96 i Vesttyskland, hvor han var på kontrakt de følgende tre år. Han nåede også at spille for Bursaspor og Bayer Dormagen.
Pałasz spillede desuden 34 kampe og scorede syv mål for det polske landshold. Han var med til at vinde bronze ved VM i 1982 i Spanien. Her spillede han to af holdets syv kampe i turneringen, hvoraf den ene var som indskifter. Han deltog også ved VM i 1986 i Mexico, hvor han dog ikke kom på banen.

## Titler
Ekstraklasa
- 1985, 1986 og 1987 med Górnik Zabrze